# Lepisorus oligolepidus
Lepisorus oligolepidus är en stensöteväxtart som först beskrevs av Bak., och fick sitt nu gällande namn av Ren-Chang Ching. Lepisorus oligolepidus ingår i släktet Lepisorus och familjen Polypodiaceae. Inga underarter finns listade.